# Кегичівська телещогла
Кегичівська телещогла — телекомунікаційна щогла заввишки 240 м, споруджена у 1992 році в Кегичівці Харківської області.

## Характеристика
Висота вежі становить 240 м. Висота над рівнем моря — 164 м. Радіус потужності покриття радіосигналом становить 60 км. Прорахунок для DVB-T2 — 242 м.